# Motoring Along
Motoring Along è un album di Al Cohn e Zoot Sims, pubblicato dalla Sonet Records nel 1975. Il disco fu registrato il 25 novembre del 1974 a Stoccolma, Svezia.

## Tracce
Lato A
1. Stockholm - L.A. – 4:50 (Al Cohn)
2. My Funny Valentine – 8:38 (Richard Rodgers, Lorenz Hart)
3. Yardbird Suite – 7:57 (Charlie Parker)

Lato B
1. Motoring Along – 4:47 (Jimmy McGriff)
2. Fallin' – 7:04 (Al Cohn)
3. What the World Needs Now – 8:40 (Burt Bacharach, Hal David)

## Musicisti
- Al Cohn - sassofono tenore
- Zoot Sims - sassofono tenore, sassofono soprano
- Horace Parlan - pianoforte
- Hugo Rasmussen - contrabbasso
- Sven Erik Norregaard - batteria[4]